# Fiesso d’Artico
Fiesso d’Artico ist eine Gemeinde mit 8512 Einwohnern (Stand 31. Dezember 2023) in der Metropolitanstadt Venedig der Region Venetien in Italien.
Sie bedeckt eine Fläche von 6 km². Die Nachbargemeinden sind Dolo, Pianiga, Stra und Vigonza (PD).

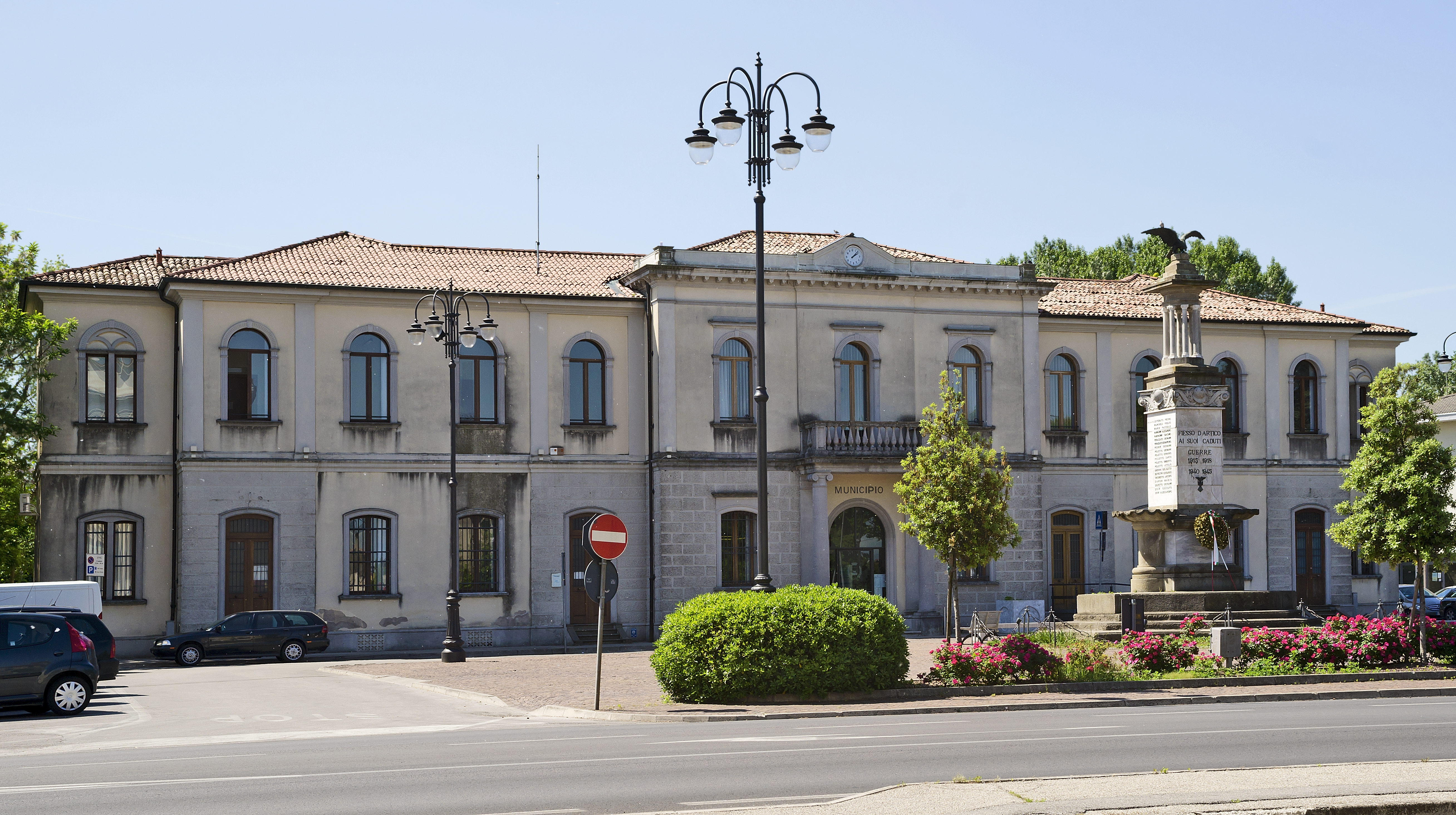
Rathaus
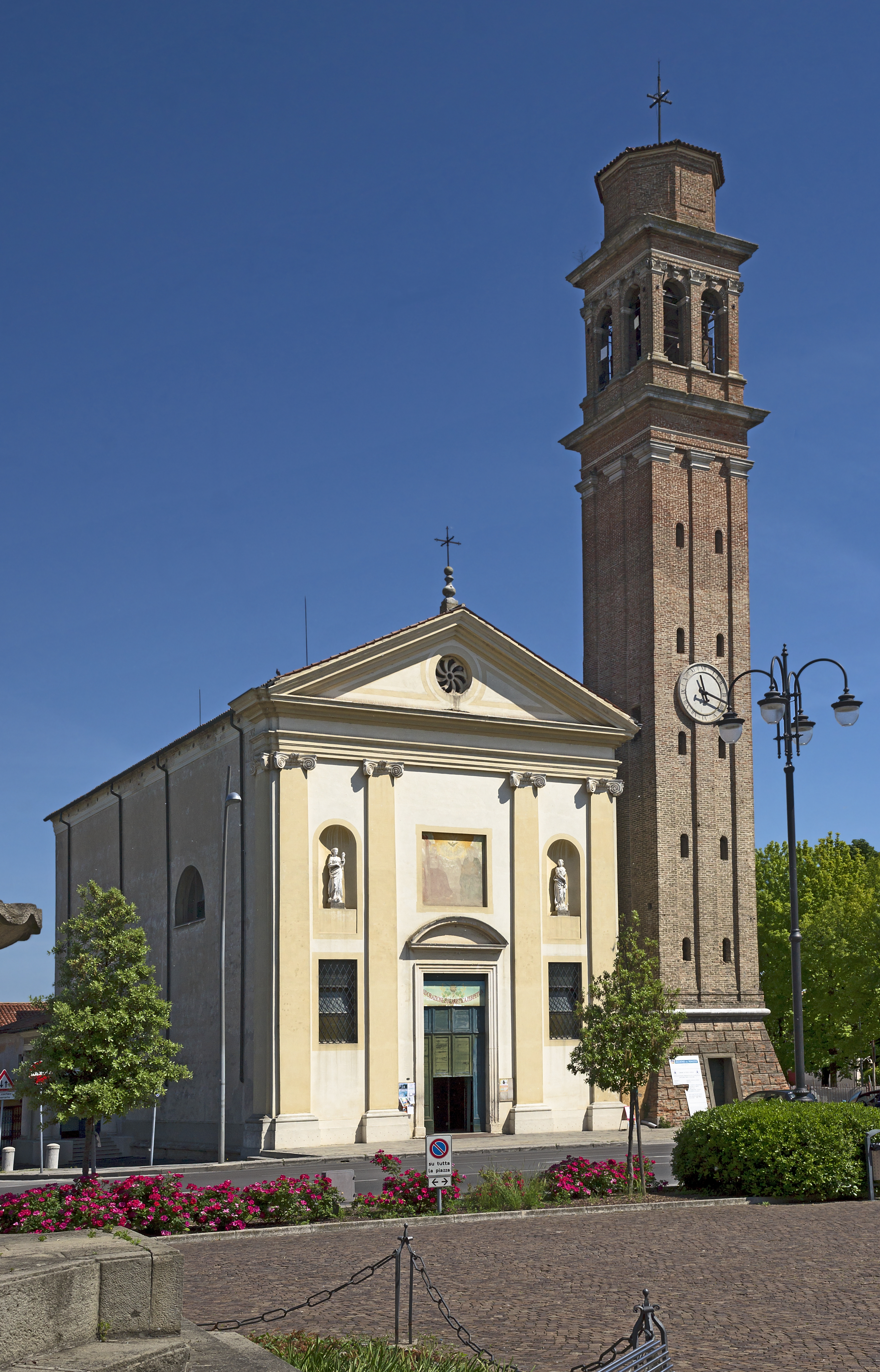
Die Kirche

## Gemeindepartnerschaft
Mit der französischen Gemeinde Saint-Marcellin besteht eine Partnerschaft.